# Segimon Serrallonga i Morer
Segimon Serrallonga i Morer (1930, Torelló - 2002, Badalona) byl katalánský básník, filolog a spisovatel.

## Biografie
Studoval v semináři Vic, pak klasickou filologii na Katolické univerzitě v Lovani v Belgii. Později získal titul z katalánské filologie na Autonomní univerzitě v Barceloně. Aktivně se podílel na boji proti Francovi a byl zakládajícím členem shromáždění Katalánska (Assemblea de Catalunya). Od roku 1977 až do své smrti se věnoval univerzitní výuce, nejprve na Escola de Mestres Balmes a pak na Universitat de Vic, kde řídil Eumo Editorial a byl ředitelem knihovny.
Přítel a žák Carlese Riby. V letech 1964 až 1967 řídil časopis Inquietud artística. Byl jedním ze zakladatelů (Miquel Martí i Pol, Jordi Sarrate, Lluís Solà a Ricard Torrents) redakce časopisu Reduccions v roce 1977.
V roce 1980 získal Premi de la Crítica Serra d'Or za Poemes 1950–1975.

## Dílo

### Poezie
- 1974 Eixarms
- 1979 Poemes 1950–1975

### Překlady
- 1968 Saviesa a Eclesiàstic
- 1977 Les noces del Cel i l'Infern, William Blake
- 1984 Me-Ti: Llibre dels canvis, Bertolt Brecht
- 2002 Versions de poesia antiga